# Рокета Палафеа
Рокета Палафеа (итал. Rocchetta Palafea) је насеље у Италији у округу Асти, региону Пијемонт.
Према процени из 2011. у насељу је живело 139 становника. Насеље се налази на надморској висини од 398 м.

## Становништво
Према резултатима пописа становништва 2011. у општини је живело 347 становника.
| 1936. | 1951. | 1961. | 1971. | 1981. | 1991. | 2001. | 2011. |
| ----- | ----- | ----- | ----- | ----- | ----- | ----- | ----- |
| 942   | 790   | 679   | 553   | 477   | 433   | 406   | 347   |